# Харитонов, Михаил Иванович
Михаил Иванович Харитонов (1909-1978) — советский горный инженер, лауреат Ленинской премии (1965).

## Биография
Родился в 1909 году в Санкт-Петербурге. Сын Ивана Михайловича Харитонова — личного повара Николая II, который вместе с бывшим императором был расстрелян в Екатеринбурге в 1918 г.
В 1950-е гг. работал на Ачисайской обогатительной фабрике.
В 1960—1963 гг. директор Ачисайского полиметаллического комбината («Ачполиметалл»). В 1963—1965 гг. заместитель председателя Совнархоза Южно — Казахстанского экономического района.
Депутат Верховного Совета Казахской ССР с 1963 г.
Лауреат Ленинской премии (1965, в составе коллектива) — за разработку и внедрение новых методов скоростного проведения горизонтальных горных выработок. Награждён орденом Трудового Красного Знамени (09.06.1961).